# Ploča za izvlačenje žice
Ploča za izvlačenje žice je alat koji se koristi za ručnu izradu žice. Danas se koristi još samo u zlatarstvu i srebrnarstvu te bakrokotlarstvu. Kod nas se za istu koristi i iskvareni njemački izraz ciajzn. Ploča je od kaljenog čelika te obično na sebi ima veći ili manji broj rupa kroz koje se žica izvlači kroz sve manje rupe konusnog oblika pomoću posebnih kliješta. Ploča obično ima 20 - 30 rupa.

## Povijest
Najstariji pisani izvor koji spominje ploču za izvlačenje žice je Theophilusova knjiga Schedula diversarum artium iz 1122. godine. Što se tiče arheoloških nalaza, proces je moguće bio poznat i ranije (9. ili 10. stoljeće).